# Bikfaya
Bikfaya (Arabisch: بكفيا, ook wel gespeld als Bickfaya, Beckfayya, or Bekfaya) is een stad in Libanon, in het gouvernement Libanongebergte en het district Metn. De stad wordt vooral door christenen bewoond en is gelegen in de uitlopers van de Libanon, het uitgestrekte gebergte in het midden van Libanon dat parallel loopt aan de kustlijn van de Middellandse Zee.
De stad ligt op 25 kilometer van Beiroet, op 850 meter hoogte. Met zijn 20.000 inwoners is Bikfaya het domein van de familie Gemayel, een familie van politiek leiders van christelijke maronieten in Libanon.
Opgravingen in Bikfaya hebben aangetoond dat deze plek eens gewijde was aan de Fenicische Baäl (god) Rachaf. Het was in deze plaats dat de heilige Rafqa (1832 – 1914) in het klooster trad. Tegenwoordig is Bikfaya bekend om zijn fruit - perziken en kersen - en zijn bronnen, met name de geneeskrachtige bron bij An-Naas. Er is een monument ter herinnering aan de Armeense Genocide van 1915. Daarnaast heeft Bikfaya een monument ter herinnering aan Pierre Gemayel, de stichter van de Falange-partij van Libanon.
In augustus is er een bloemenfestival. Het festival bestaat sinds 1934 en is bedacht door Maurice Gemayel, die zo de aandacht op Bikfaya met zijn landbouwcoöperaties wilde vestigen. Het groots opgezette festival duurt een week en trekt jaarlijks een half miljoen bezoekers, wat de toeristische industrie ter plaatse een enorme impuls heeft gegeven. Een industrie die toch al kon profiteren van de mooie omgeving en het aangename zomerweer.
Bikfaya is een oude naam die is samengesteld uit de Syrische woorden Beit Kefaya. Het betekent 'het stenen huis', of 'de rotswoning'. Alternatieve spellingen zijn, Bickfaya; Bikfeia; Bikfaïya; Bikfayya.